# Драгсфьярд
Дра́гсфьярд (швед. Dragsfjärd) — община (бывший муниципалитет) в области Варсинайс-Суоми, в Финляндии. 76 % населения говорят на шведском языке и 21 % — на финском.
Ближайшие населённые пункты — Кемиё, Науво, Парайнен и Вестанфьярд.
Построенная в 1753—1755 годах деревянная лютеранская церковь в Драгсфьярде в настоящее время охраняется государством.

## Население
| 2004 | 2006  | 2007  | 2008  |
| ---- | ----- | ----- | ----- |
| 3378 | ↘3364 | ↘3340 | ↘3284 |

### Известные уроженцы и жители
- Рамзай, Вильгельм (1865—1928) — финский геолог.